# Otkrytije Arena
Otkrytije Arena også kendt som Spartak Stadion er et stadion i Moskva i Rusland. Stadionet blev bygget op til Ruslands værtsskab ved Confederations Cup 2017 og VM i fodbold 2018, og blev indviet 5. september 2014. Det er til daglig hjemmebane for Premier League-klubben FC Spartak Moskva.
Arbejdet på Otkrytije Arena blev påbegyndt i juli 2007, og selvom det oprindeligt var planen, at stadion skulle stå færdig allerede i 2009 eller 2010, blev det først indviet i efteråret 2014 i forbindelse med en opvisningskamp mod det serbiske hold Røde Stjerne. Prisen for byggeriet løb op i 14 milliarder rubler.

## Confederations Cup 2017
Otkrytije Arena var et af de fire stadioner, der blev udvalgt til at lægge græs til Confederations Cup 2017. Stadionet var vært for tre indledende gruppekampe samt turneringens bronzekamp mellem Portugal og Mexico.

## VM i 2018
Som et ud af i alt 12 stadioner blev Otkrytije Arena udvalgt som spillested ved VM i fodbold 2018. Det bkev besluttet, at stadion skulle lægge græs til fire gruppespilskampe, samt én 1/8-finale.

## Galleri
- Plads foran stadion
- Indenfor på Otkrytije Arena
- Statue af Starostin-brødrene på Otkrytije Arena
- Byggeriet af Otkrytije Arena i gang (2013)